# Lee Allen

Zawodnik Portland State Vikings

Zawodnik Oregon Ducks

Lee Dale Allen (ur. 28 grudnia 1934 w St. Francis, zm. 11 czerwca 2012 w El Granada) – amerykański zapaśnik walczący w obu stylach. Dwukrotny olimpijczyk. Zajął jedenaste miejsce w Melbourne 1956 i ósme w Rzymie 1960. Walczył w kategorii 57–62 kg.
Szósty na mistrzostwach świata w 1961 roku.
Zawodnik Sandy High School w Sandy, Portland State University (1952–1954) i University of Oregon (1956–1957). W 1957 roku w NCAA Division I, gdzie zajął piąte miejsce i nie zdobył tytułu All-American. Trener kadry zapaśników USA na igrzyska w 1980, na które nie pojechał z powodu bojkotu. Asystent trenera na igrzyskach w 1972 i 1976 roku.
Jego córki, Katherina Fulp-Allen i Sara, również są zapaśniczkami.

## Letnie Igrzyska Olimpijskie 1956
| Konkurencja      | Rundy eliminacyjne    | Rundy eliminacyjne         | Klas. końcowa |
| Konkurencja      | Przeciwnik I          | Przeciwnik II              | Miejsce       |
| ---------------- | --------------------- | -------------------------- | ------------- |
| 57 kg styl wolny | Tauno Jaskari (FIN) P | Mustafa Dağıstanlı (TUR) P | 11.           |

## Letnie Igrzyska Olimpijskie 1960
| Konkurencja          | Rundy eliminacyjne            | Rundy eliminacyjne     | Rundy eliminacyjne         | Rundy eliminacyjne   | Klas. końcowa |
| Konkurencja          | Przeciwnik I                  | Przeciwnik II          | Przeciwnik III             | Przeciwnik IV        | Miejsce       |
| -------------------- | ----------------------------- | ---------------------- | -------------------------- | -------------------- | ------------- |
| 62 kg styl klasyczny | José António Gregório (POR) Z | Rahhal Mahasin (MAR) Z | Hosejn Ebrahimijan (IRI) P | Vojtech Tóth (TCH) P | 8.            |